# Reginald Peene
Reginald Peene (Westkapelle, 13 januari 1966 - aldaar, 28 juni 2020) was een volkszanger en docent Engels. Als zanger werd Peene gekenmerkt door zijn bonte outfits en typetjes, zoals Freddy Marcus (een Duitse schlagerzanger). Verder was hij als docent werkzaam bij CSW van de Perre in Middelburg.

## Biografie
Op 13 januari 1966 werd Peene geboren in Westkapelle. In 1986 rondde hij de Pabo af aan de Hogeschool Zeeland. Hij vervolgde zijn studie tot docent Engels 2e graads aan de Hogeschool Rotterdam. In 1988 kwam Peene in dienst van de CSW.
In 2012 bracht hij zijn debuutsingle uit, genaamd De Nieuwe Liefde van leven. Zijn single haalde het tot de derde plaats van de Zeeuwse Top 40.
Eind 2019 werd Peene ziek, en in september werd slokdarmkanker zonder kans op genezing geconstateerd.
In januari 2020 maakte Peene, samen met Ramón Prins, een eigen vertolking van het nummer You'll Never Walk Alone. De cover was een benefietsingle ten bate van KWF Kankerbestrijding. Op Hemelvaartsdag bereikte het nummer de dertiende plaats van de Zeeuwse Top 40.
Op 1 mei 2020 trouwde hij met Marloes de Visser. Vanwege de coronacrisis trouwde het paar thuis door middel van een drive-in bruiloft. Een ruime maand later overleed hij op 28 juni als gevolg van de vastgestelde kanker. Als reactie op zijn overlijden deed de schoolleiding de volgende uitspraak:
Hij zal voort leven in onze herinnering door zijn spontaniteit, zijn humor, zijn betrokkenheid bij leerlingen, zijn muzikale talent en de wijze waarop hij zijn karaktereigenschappen gebruikte om mensen met elkaar te verbinden, binnen school en ver daarbuiten.